# Animalize Live Uncensored
Animalize Live Uncensored est une VHS live du groupe Kiss enregistré en 1984 plus tard après l'enregistrement de leur album Animalize.
La VHS marque l'apparition de Bruce Kulick, successeur de Mark St John après son départ du groupe pour raisons médicales.

## Composition du groupe
- Paul Stanley – chants, guitare rythmique
- Gene Simmons – chants, basse
- Bruce Kulick – guitare solo
- Eric Carr – batterie, chants, chœurs

## Liste des titres
| No  | Titre                      | Auteur                                  | Chanteur(s)             | Durée |
| --- | -------------------------- | --------------------------------------- | ----------------------- | ----- |
| 1.  | Intro + Detroit Rock City  | Paul Stanley, Bob Ezrin                 | Paul Stanley            | 4:31  |
| 2.  | Cold Gin                   | Ace Frehley                             | Gene Simmons            | 4:52  |
| 3.  | Creatures of the Night     | Paul Stanley, Adam Mitchell             | Paul Stanley            | 4:15  |
| 4.  | Fits Like a Glove          | Gene Simmons                            | Gene Simmons            | 5:41  |
| 5.  | Heaven's on Fire           | Paul Stanley, Desmond Child             | Paul Stanley            | 4:15  |
| 6.  | Thrills in the Night       | Paul Stanley, Jean Beauvoir             | Paul Stanley            | 4:22  |
| 7.  | Paul Stanley's guitar solo | Paul Stanley                            | (instrumental)          | 4:22  |
| 8.  | Under the Gun              | Paul stanley, Gene Simmons, Eric Carr   | Paul Stanley            | 4:07  |
| 9.  | War Machine                | Gene Simmons, Bryan Adams, Jim Vallance | Gene Simmons            | 4:29  |
| 10. | Eric Carr's drum solo      | Eric Carr                               | (instrumental)          | 4:10  |
| 11. | Young and Wasted           | Gene Simmons, Vinnie Vincent            | Eric Carr               | 4:52  |
| 12. | Gene Simmons' bass solo    | Gene Simmons                            | (instrumental)          | 3:40  |
| 13. | I Love It Loud             | Gene Simmons, Vinnie Vincent            | Gene Simmons            | 3:21  |
| 14. | I Still Love You           | Paul Stanley, Vinnie Vincent            | Paul Stanley            | 6:00  |
| 15. | Love Gun                   | Paul Stanley                            | Paul Stanley            | 6:47  |
| 16. | Lick It Up                 | Paul Stanley, Vinnie Vincent            | Paul Stanley            | 4:37  |
| 17. | Black Diamond              | Paul Stanley                            | Paul Stanley, Eric Carr | 6:12  |
| 18. | Rock and Roll All Nite     | Paul Stanley, Gene Simmons              | Paul Stanley            | 7:38  |